# Juan Andrada
Juan Alberto Andrada (San Luis, Argentina; 4 de enero de 1995) es un futbolista argentino. Juega de centrocampista y su equipo actual es el Sarmiento de Junín de la Liga Profesional Argentina, a préstamo desde Godoy Cruz.

## Trayectoria
Andrada entró a Godoy Cruz a los 17 años y fue promovido al primer equipo en 2016.
Disputó 19 encuentros en la campaña 2017-18 del subcampeonato de Godoy Cruz en la primera división.
En febrero de 2021, Andrada fue cedido al Arsenal Sarandí por toda la temporada.
Para la temporada 2022, fue cedido nuevamente esta vez a Banfield.

## Estadísticas
Actualizado al último partido disputado el 13 de abril de 2023.
| Club                 | Div.          | Temporada     | Liga  | Liga  | Copas nacionales | Copas nacionales | Copas internacionales | Copas internacionales | Total | Total |
| Club                 | Div.          | Temporada     | Part. | Goles | Part.            | Goles            | Part.                 | Goles                 | Part. | Goles |
| -------------------- | ------------- | ------------- | ----- | ----- | ---------------- | ---------------- | --------------------- | --------------------- | ----- | ----- |
| Godoy Cruz Argentina | 1.ª           | 2016-17       | 6     | 0     | 1                | 0                | —                     | —                     | 7     | 0     |
| Godoy Cruz Argentina | 1.ª           | 2017-18       | 19    | 0     | 1                | 0                | 0                     | 0                     | 20    | 0     |
| Godoy Cruz Argentina | 1.ª           | 2018-19       | 12    | 0     | 1                | 0                | —                     | —                     | 13    | 0     |
| Godoy Cruz Argentina | 1.ª           | 2019-20       | 17    | 0     | 3                | 0                | 8                     | 0                     | 28    | 0     |
| Godoy Cruz Argentina | 1.ª           | 2020-21       | 4     | 0     | 1                | 0                | —                     | —                     | 5     | 0     |
| Godoy Cruz Argentina | 1.ª           | 2021          | 0     | 0     | 0                | 0                | —                     | —                     | 0     | 0     |
| Godoy Cruz Argentina | 1.ª           | 2022          | 22    | 0     | 0                | 0                | —                     | —                     | 22    | 0     |
| Godoy Cruz Argentina | 1.ª           | 2023          | 7     | 0     | 0                | 0                | —                     | —                     | 7     | 0     |
| Godoy Cruz Argentina | Total club    | Total club    | 87    | 0     | 7                | 0                | 8                     | 0                     | 102   | 0     |
| Arsenal Argentina    | 1.ª           | 2021          | 11    | 0     | 0                | 0                | 8                     | 0                     | 19    | 0     |
| Arsenal Argentina    | Total club    | Total club    | 11    | 0     | 0                | 0                | 8                     | 0                     | 19    | 0     |
| Banfield Argentina   | 1.ª           | 2022          | 5     | 0     | 0                | 0                | 1                     | 0                     | 6     | 0     |
| Banfield Argentina   | Total club    | Total club    | 5     | 0     | 0                | 0                | 1                     | 0                     | 6     | 0     |
| Total carrera        | Total carrera | Total carrera | 103   | 0     | 7                | 0                | 17                    | 0                     | 127   | 0     |